# 1921 en arts plastiques
| Années des arts plastiques : 1918 - 1919 - 1920 - 1921 - 1922 - 1923 - 1924    |
| Décennies des arts plastiques : 1890 - 1900 - 1910 - 1920 - 1930 - 1940 - 1950 |

Cette page concerne l'année 1921 en arts plastiques.

## Œuvres
- La Naissance intra-utérine de Salvador Dalí, huile sur toile de Salvador Dalí. Elle est considérée comme la première œuvre surréaliste du peintre.

## Naissances
- 1er janvier : César Baldaccini, dit César, sculpteur français († 6 décembre 1998),
- 3 janvier : Robert Lapoujade, peintre, graveur à l'eau-forte et à la pointe-sèche, lithographe et réalisateur français († 17 mai 1993),
- 12 janvier : Michel Thompson, peintre français († 9 août 2007),
- 20 janvier :
  - Pierre Courtin, peintre et graveur français († 14 septembre 2012),
  - Mike Peyton, dessinateur britannique († 25 janvier 2017),
- 23 janvier : Silvio Gazzaniga, sculpteur italien († 31 octobre 2016),
- 27 janvier : Georges Mathieu, peintre français († 10 juin 2012),
- 1er février : Haren Das, graveur indien († 1993),
- 2 février : Pietro Cascella, sculpteur et peintre italien († 18 mai 2008),
- 5 février : Paolo Intini, peintre italien († 2014),
- 8 février : Éliane Beaupuy-Manciet, peintre, graveuse et illustratrice française († 3 juin 2012),
- 13 février (ou le 1er février 1920) : Zao Wou-Ki, peintre et graveur sino-français († 9 avril 2013),
- 14 février : Francis Eula, peintre français († 22 mars 1996),
- 22 février : Ernest Risse, peintre et verrier français († 19 mars 2003),
- 7 mars : Alejandro Otero, peintre et sculpteur vénézuélien († 13 août 1990),
- 10 mars : John Christoforou, peintre français († 3 février 2014),
- 19 mars : Fritz Hug, peintre suisse († 29 janvier 1989),
- 23 mars : Georges Arnulf, peintre et graveur français († 19 novembre 1996),
- 26 mars : Claude Schürr, peintre et lithographe français († 28 novembre 2014),
- 10 avril : Frans Krajcberg, ingénieur, peintre, sculpteur et photographe polonais puis brésilien († 15 novembre 2017),
- 15 avril : Nina Sergueieva, peintre soviétique puis russe († 1994),
- 25 avril : Karel Appel, peintre néerlandais († 3 mai 2006),
- 26 avril : Zbigniew Dłubak, théoricien de l'art, peintre et photographe polonais († 21 août 2005),
- 30 avril :
  - Joan Colom, photographe espagnol († 3 septembre 2017),
  - Ray Letellier, peintre français († 6 avril 2009),
- 7 mai : Roberto Crippa, peintre  et sculpteur italien († 19 mars 1972),
- 12 mai : Joseph Beuys, peintre et sculpteur allemand († 23 janvier 1986),
- 13 mai : Vincent Guignebert, tapissier, peintre et graveur français († 22 septembre 2010),
- 20 mai : Yasse Tabuchi, peintre, aquarelliste, graveur sur cuivre, lithographe et céramiste japonais († 24 novembre 2009),
- 21 mai : Jean Dewasne, peintre, sculpteur et lithographe français († 24 juillet 1999),
- 26 mai :
  - Jellal Ben Abdallah, peintre tunisien († 9 novembre 2017),
  - Ilka Gedő, peintre et dessinatrice hongroise († 19 juin 1985),
- 1er juin : Josef Pillhofer, sculpteur autrichien († 30 juillet 2010),
- 13 juin : Antonino Mancuso Fuoco, peintre italien († 30 juin 1996),
- 27 juin :
  - Ladislas Kijno, peintre français († 27 novembre 2012),
  - Lebadang, peintre, graveur et sculpteur vietnamien naturalisé français († 7 mars 2015),
- 1er juillet : René Leidner, peintre français († 20 mars 2004),
- 4 juillet : Martin Matschinsky, sculpteur allemand († 24 janvier 2020),
- 6 juillet : Jean Vodaine, typographe, poète, peintre et éditeur français († 8 août 2006),
- 16 juillet : Marie Noppen de Matteis, peintre italienne devenue belge par mariage († 31 juillet 2013),
- 18 juillet : Theo van der Horst, peintre, sculpteur, graphiste et vitrailliste néerlandais († 9 octobre 2003),
- 23 juillet :
  - Marc Baumann, peintre abstrait français († 6 février 2012),
  - Lamy, peintre  français († 3 juillet 2019),
- 26 juillet :
  - Roger Quintaine, peintre paysagiste français († 28 juin 2005),
  - Jeffrey Smart, peintre australien († 21 juin 2013),
- 29 juillet :
  - Jiří Hejna, peintre tchécoslovaque puis tchèque († 2 mars 2011),
  - Mercedes Pardo, artiste plasticienne vénézuélienne († 24 mars 2005),
- 4 août : Jean-Pierre Capron, peintre et lithographe français († 2 juillet 1997),
- 13 août : Manuel Zapata Orihuela, peintre péruvien († 22 septembre 2023),
- 22 août : Claude Durrens, graveur français († 20 décembre 2002),
- 1er septembre, Jacqueline Pavlowsky, peintre française († 4 janvier 1971),
- 3 septembre : Jean Bruneau, peintre figuratif français († 20 mai 2001),
- 12 septembre : Bachir Yellès, peintre algérien († 16 août 2022),
- 13 septembre : Pierre Vitali, peintre, lithographe et sculpteur français († 23 janvier 1985),
- 15 septembre : Pierre-André Benoit, poète, peintre, illustrateur, graveur, typographe, imprimeur et éditeur d'art français († 20 janvier 1993),
- 17 septembre : Oscar Gauthier, peintre français († 17 juillet 2009),
- 18 septembre : Marcel Bouqueton, peintre français († 11 août 2006),
- 8 octobre : Paul Collomb, peintre et lithographe français († 6 octobre 2010),
- 11 octobre : Jacques Bouffartigue, peintre français († 1986),
- 22 octobre : André Bréchet, peintre, sculpteur et artisan verrier suisse († 27 mars 1993),
- 3 novembre : Oreste Carpi, peintre, dessinateur, graveur et céramiste italien († 11 mars 2008),
- 16 novembre : Bernard Mandeville, peintre, collagiste, illustrateur et lithographe français († 21 octobre 2010),
- 17 novembre : Albert Bertelsen, peintre danois († 11 décembre 2019),
- 29 novembre : Henri Komatis, architecte, peintre et sculpteur français († 19 octobre 1986),
- 3 décembre : Pierre de Grauw, peintre, sculpteur, graveur et médailleur néerlandais († 17 juillet 2016),
- 6 décembre : Vladimir Moulin, peintre français († 19 avril 1995),
- 8 décembre : Joseph Espalioux, peintre français († 27 septembre 1986),
- 13 décembre : André Sablé, peintre et sculpteur français († 14 mai 2013),
- 16 décembre : Georges-Armand Favaudon, peintre et sculpteur français († 27 décembre 2008),
- 18 décembre : Jacques Le Flaguais, illustrateur et peintre français († 16 décembre 1986),
- 22 décembre : Ellis Zbinden, peintre aquarelliste suisse († 25 février 2019),
- ? :
  - Jean Boullet, peintre, dessinateur, illustrateur, critique de cinéma et écrivain français († décembre 1970),
  - Pierre Courtens, peintre français d'origine belge († 2004),
  - Somnath Hore, sculpteur et graveur indien († 2006),
  - Kuno Shin, peintre japonais († 1999).

## Décès
- 16 janvier : Delphine de Cool, peintre, enseignante et spécialiste de la peinture sur émail française (° 25 décembre 1830),
- 4 février :
  - Eugène Burnand, peintre suisse (° 30 août 1850),
  - Xavier Mellery, peintre belge (° 9 août 1845),
- 7 février : Charles Allard, peintre et lithographe belge (° 6 avril 1860),
- 10 février : Jules Flour, peintre français, membre du Groupe des Treize (° 6 août 1864),
- 18 février :
  - Jules Gabriel Dubois-Menant, peintre, lithographe et photographe français (° 11 avril 1855),
  - Sophie Schaeppi, peintre suisse (° 21 juillet 1852),
- 24 février : Hashiguchi Goyō, peintre et graveur japonais (° 21 décembre 1880),
- 8 mars : Julia Antonine Girardet, aquarelliste, romancière et compositrice de musique franco-suisse (° 20 septembre 1851),
- 16 mars : Alfred Jean Garnier, peintre français (° 9 décembre 1848),
- 17 mars : Marinus van der Maarel, peintre néerlandais (° 1er septembre 1857),
- 21 mars : Émile Isenbart, peintre français (° 3 mars 1846),
- 23 mars : Jean-Paul Laurens, sculpteur et peintre français (° 28 mars 1838),
- ? avril : Jean d'Espouy, peintre et aquarelliste français (° 30 novembre 1891),
- 6 mai : Raoul Arus, peintre français (° 6 novembre 1846),
- 10 mai :
  - Piotr Tselebrovski, peintre de paysages, de personnages et de scènes historiques russe (° 18 juin 1859),
  - Ernest Wittmann, peintre, sculpteur et dessinateur français (° 25 septembre 1846),
- 23 mai :  Giuseppe Carelli, peintre italien (° 10 mars 1858),
- 15 juin : Claude Bourgonnier, peintre et illustrateur  français (° 1858),
- 19 juin : Ernest Jean Delahaye, peintre français (° 22 avril 1855),
- 17 août : Achille Granchi-Taylor, peintre et illustrateur français (° 1857),
- 21 août : Édouard Darviot, peintre français (° 19 avril 1859),
- 4 septembre : Wilhelm Kotarbiński, peintre polonais (° 30 novembre 1848),
- 5 septembre : Albert Dardy, écrivain, peintre paysagiste, architecte et soldat français (° 11 octobre 1874),
- 20 septembre : Eugène Quignolot, peintre, dessinateur, graveur, illustrateur et professeur français (° 17 janvier 1847),
- 2 octobre : August Willem van Voorden, peintre néerlandais (° 25 novembre 1881),
- 29 octobre : Charles-Louis Kratké, peintre, graveur et sculpteur français (° 23 mars 1848),
- 31 octobre :  Kyriak Kostandi, peintre réaliste russe (° 3 octobre 1852),
- 1er novembre : Francisco Pradilla y Ortiz, peintre espagnol (° 24 juillet 1848),
- 8 novembre : Paul Auguste Léon Méry, peintre français (° 24 mars 1858),
- 9 novembre : José Villegas Cordero, peintre espagnol († 26 août 1844),
- 18 décembre : Pierre-Gustave Paltz, peintre français (° 20 décembre 1885),
- 16 novembre : Isidor Kaufmann, peintre austro-hongrois (° 22 mars 1853),
- 21 novembre : Fernand Khnopff, peintre belge (° 12 septembre 1858),
- 28 novembre : Joseph Bail, peintre français (° 22 janvier 1862),
- 5 décembre : Eugénie Gruyer-Brielman, peintre et dessinatrice française (° 2 novembre 1837),
- 15 décembre : Eugen Bracht, peintre allemand (° 3 juin 1842),
- 29 décembre : Harriet Osborne O'Hagan, peintre irlandaise (° 16 septembre 1830),
- ? :
  - Georges Chicotot, peintre, médecin et radiologue français (° 31 janvier 1865),
  - Abbott Handerson Thayer, peintre américain (° 12 août 1849).